# Dendropsophus luteoocellatus
La ranita ocelada (Dendropsophus luteoocellatus) es una especie de anfibios de la familia Hylidae. Es endémica de Venezuela.
Sus hábitats naturales incluyen bosques tropicales o subtropicales secos y a baja altitud, montanos secos, marismas de agua dulce, pastos, jardines rurales, zonas previamente boscosas ahora muy degradadas y estanques.